# スンダ族
スンダ族（スンダぞく、Sundanese ᮅᮛᮀ ᮞᮥᮔ᮪ᮓ ）は、インドネシアのジャワ島西部に居住する民族で、ジャワ人に次いでインドネシア第二の民族集団を形成する。
西ジャワ州の人口の8割近くを占め、州都バンドンが民族最大の都市である。インドネシア人の中では肌が比較的白く、女性は美人が多いと言われている。

## 言語
アウストロネシア語族に属するスンダ語を解する。

## 宗教
イスラム伝来以前にはen:Sunda Wiwitan信仰（アニミズム）など。現在は大部分が厳格な信仰を守ろうとするイスラム教徒。

## 文化
農業を生業として水稲耕作を行っており、チアンジュールなどが良質な米の産地としても知られている。1970年代の終わりにググム・グンビラ（Gugum Gumbira）が創始したスンダ族の新作舞踊ジャイポンガンが知られている。
民族料理はスンダ料理と呼ばれるが、濃厚でスパイシーな味付けが多いインドネシア料理の中ではあっさりめであり、また生野菜を多食する唯一の民族料理である。バナナの葉を使った包み焼き料理であるペペスが有名である。居住の多くが内陸のため魚は淡水魚料理が多い。大豆発酵食品のテンペは全国で食べられているが、スンダの場合は伝統的に類似のオンチョムも多く食されているのが特徴である。　　　　　　　　　　　　　　
スンダ人は芸能や音楽に長けていると言われ、多くの芸能人や歌手を輩出している。民族音楽としてはジャイポンガンやテンバン・スンダが有名である。打楽器アンサンブルであるガムランは全国各地に有るが、唯一スンダのみが竹笛であるスリンも多用し、表現を高めている。
　　　　　　　　　　　　